# Jerusalema
Jerusalema is een nummer van de Zuid-Afrikaanse dj en producer Master KG met de Zuid-Afrikaanse zangeres Nomcebo Zikode.

## Achtergrond
Het met gospel beïnvloede housenummer werd aanvankelijk uitgebracht op 29 november 2019 nadat het online positieve reacties kreeg, met een videoclip die volgde op 21 december 2019. Het werd later opgenomen op het tweede album van Master KG met dezelfde titel, uitgebracht in januari 2020. Het werd door streamingdiensten uitgebracht op 10 juli 2020, nadat het midden 2020 viraal ging en internationale reacties kreeg vanwege de #JerusalemaChallenge. Op 19 juni 2020 werd een remix met de Nigeriaanse zanger Burna Boy uitgebracht, waarmee het nummer in de Amerikaanse Billboard-hitlijsten terechtkwam. Het nummer stond bovenaan de hitlijsten van de Ultratop 50, in zowel Vlaanderen als Wallonië.

## Succes
De Spotify-volgers van Master KG namen tot meer dan 1,2 miljoen toe als gevolg van de populariteit van het nummer Jerusalema. Verschillende covers die over de hele wereld met verschillende instrumenten zijn opgevoerd en in verschillende talen zijn gezongen, zijn ook naar YouTube geüpload en hebben hun eigen populariteit gewonnen. In 2020 stond het nummer op de derde plek in de Dance 15 van The X Vibe, een jaarlijkse hitlijst met de populairste dancenummers van het jaar.
Een dans-challenge uitgevoerd door een groep Angolese vrienden de choreografie uitvoerden in een spontane video hielp het lied online viraal te gaan. De #JerusalemaChallenge kan vergeleken worden met de Macarena, omdat het wereldwijd gepost wordt op TikTok en andere kanalen.

### Coronapandemie
In het najaar van 2020, tijdens de coronapandemie, deden wereldwijd veel zorginstellingen, overheidsdiensten en andere organisaties mee aan de #JerusalemaChallenge. Dit vond zijn oorsprong in Zuid-Afrika waar zorgpersoneel ontspanning zocht en filmpjes van het dansje deelden. De zorginstellingen wilden daarmee het groepsgevoel laten zien en tegelijkertijd een boost geven.

## Videoclip
De officiële muziekvideo van het lied werd op 21 december 2019 op YouTube uitgebracht. Op 27 augustus 2020 was de video meer dan 100 miljoen keer bekeken, een zeldzame prestatie voor Zuid-Afrikaanse artiesten.

## Hitnoteringen

### Nederlandse Top 40
| Hitnotering: 22-08-2020 t/m 13-02-2021 | Hitnotering: 22-08-2020 t/m 13-02-2021 | Hitnotering: 22-08-2020 t/m 13-02-2021 | Hitnotering: 22-08-2020 t/m 13-02-2021 | Hitnotering: 22-08-2020 t/m 13-02-2021 | Hitnotering: 22-08-2020 t/m 13-02-2021 | Hitnotering: 22-08-2020 t/m 13-02-2021 | Hitnotering: 22-08-2020 t/m 13-02-2021 | Hitnotering: 22-08-2020 t/m 13-02-2021 | Hitnotering: 22-08-2020 t/m 13-02-2021 | Hitnotering: 22-08-2020 t/m 13-02-2021 | Hitnotering: 22-08-2020 t/m 13-02-2021 | Hitnotering: 22-08-2020 t/m 13-02-2021 | Hitnotering: 22-08-2020 t/m 13-02-2021 | Hitnotering: 22-08-2020 t/m 13-02-2021 | Hitnotering: 22-08-2020 t/m 13-02-2021 | Hitnotering: 22-08-2020 t/m 13-02-2021 | Hitnotering: 22-08-2020 t/m 13-02-2021 | Hitnotering: 22-08-2020 t/m 13-02-2021 | Hitnotering: 22-08-2020 t/m 13-02-2021 | Hitnotering: 22-08-2020 t/m 13-02-2021 | Hitnotering: 22-08-2020 t/m 13-02-2021 | Hitnotering: 22-08-2020 t/m 13-02-2021 | Hitnotering: 22-08-2020 t/m 13-02-2021 | Hitnotering: 22-08-2020 t/m 13-02-2021 | Hitnotering: 22-08-2020 t/m 13-02-2021 | Hitnotering: 22-08-2020 t/m 13-02-2021 | Hitnotering: 22-08-2020 t/m 13-02-2021 |
| Week:                                  | 1                                      | 2                                      | 3                                      | 4                                      | 5                                      | 6                                      | 7                                      | 8                                      | 9                                      | 10                                     | 11                                     | 12                                     | 13                                     | 14                                     | 15                                     | 16                                     | 17                                     | 18                                     | 19                                     | 20                                     | 21                                     | 22                                     | 23                                     | 24                                     | 25                                     | 26                                     |                                        |
| -------------------------------------- | -------------------------------------- | -------------------------------------- | -------------------------------------- | -------------------------------------- | -------------------------------------- | -------------------------------------- | -------------------------------------- | -------------------------------------- | -------------------------------------- | -------------------------------------- | -------------------------------------- | -------------------------------------- | -------------------------------------- | -------------------------------------- | -------------------------------------- | -------------------------------------- | -------------------------------------- | -------------------------------------- | -------------------------------------- | -------------------------------------- | -------------------------------------- | -------------------------------------- | -------------------------------------- | -------------------------------------- | -------------------------------------- | -------------------------------------- | -------------------------------------- |
| Positie:                               | 27                                     | 23                                     | 12                                     | 10                                     | 9                                      | 6                                      | 6                                      | 5                                      | 3                                      | 1                                      | 1                                      | 1                                      | 1                                      | 1                                      | 5                                      | 10                                     | 17                                     | 23                                     | 25                                     | 27                                     | 29                                     | 30                                     | 34                                     | 36                                     | 39                                     | 40                                     | uit                                    |

### NederlandseSingle Top 100
| Hitnotering: 15-08-2020 t/m 01-05-2021 | Hitnotering: 15-08-2020 t/m 01-05-2021 | Hitnotering: 15-08-2020 t/m 01-05-2021 | Hitnotering: 15-08-2020 t/m 01-05-2021 | Hitnotering: 15-08-2020 t/m 01-05-2021 | Hitnotering: 15-08-2020 t/m 01-05-2021 | Hitnotering: 15-08-2020 t/m 01-05-2021 | Hitnotering: 15-08-2020 t/m 01-05-2021 | Hitnotering: 15-08-2020 t/m 01-05-2021 | Hitnotering: 15-08-2020 t/m 01-05-2021 | Hitnotering: 15-08-2020 t/m 01-05-2021 | Hitnotering: 15-08-2020 t/m 01-05-2021 | Hitnotering: 15-08-2020 t/m 01-05-2021 | Hitnotering: 15-08-2020 t/m 01-05-2021 | Hitnotering: 15-08-2020 t/m 01-05-2021 | Hitnotering: 15-08-2020 t/m 01-05-2021 | Hitnotering: 15-08-2020 t/m 01-05-2021 | Hitnotering: 15-08-2020 t/m 01-05-2021 | Hitnotering: 15-08-2020 t/m 01-05-2021 | Hitnotering: 15-08-2020 t/m 01-05-2021 | Hitnotering: 15-08-2020 t/m 01-05-2021 |
| Week:                                  | 1                                      | 2                                      | 3                                      | 4                                      | 5                                      | 6                                      | 7                                      | 8                                      | 9                                      | 10                                     | 11                                     | 12                                     | 13                                     | 14                                     | 15                                     | 16                                     | 17                                     | 18                                     | 19                                     | 20                                     |
| -------------------------------------- | -------------------------------------- | -------------------------------------- | -------------------------------------- | -------------------------------------- | -------------------------------------- | -------------------------------------- | -------------------------------------- | -------------------------------------- | -------------------------------------- | -------------------------------------- | -------------------------------------- | -------------------------------------- | -------------------------------------- | -------------------------------------- | -------------------------------------- | -------------------------------------- | -------------------------------------- | -------------------------------------- | -------------------------------------- | -------------------------------------- |
| Positie:                               | 73                                     | 35                                     | 26                                     | 19                                     | 14                                     | 5                                      | 5                                      | 2                                      | 2                                      | 2                                      | 2                                      | 4                                      | 5                                      | 6                                      | 7                                      | 7                                      | 9                                      | 21                                     | 41                                     | 39                                     |
| Week:                                  | 21                                     | 22                                     | 23                                     | 24                                     | 25                                     | 26                                     | 27                                     | 28                                     | 29                                     | 30                                     | 31                                     | 32                                     | 33                                     | 34                                     | 35                                     | 36                                     | 37                                     | 38                                     |                                        |                                        |
| Positie:                               | 49                                     | 24                                     | 30                                     | 36                                     | 38                                     | 38                                     | 40                                     | 46                                     | 51                                     | 56                                     | 70                                     | 78                                     | 80                                     | 84                                     | 90                                     | 95                                     | 92                                     | 96                                     | uit                                    |                                        |

### VlaamseUltratop 50
| Hitnotering: 08-08-2020 t/m 20-02-2021 | Hitnotering: 08-08-2020 t/m 20-02-2021 | Hitnotering: 08-08-2020 t/m 20-02-2021 | Hitnotering: 08-08-2020 t/m 20-02-2021 | Hitnotering: 08-08-2020 t/m 20-02-2021 | Hitnotering: 08-08-2020 t/m 20-02-2021 | Hitnotering: 08-08-2020 t/m 20-02-2021 | Hitnotering: 08-08-2020 t/m 20-02-2021 | Hitnotering: 08-08-2020 t/m 20-02-2021 | Hitnotering: 08-08-2020 t/m 20-02-2021 | Hitnotering: 08-08-2020 t/m 20-02-2021 | Hitnotering: 08-08-2020 t/m 20-02-2021 | Hitnotering: 08-08-2020 t/m 20-02-2021 | Hitnotering: 08-08-2020 t/m 20-02-2021 | Hitnotering: 08-08-2020 t/m 20-02-2021 | Hitnotering: 08-08-2020 t/m 20-02-2021 |
| Week:                                  | 1                                      | 2                                      | 3                                      | 4                                      | 5                                      | 6                                      | 7                                      | 8                                      | 9                                      | 10                                     | 11                                     | 12                                     | 13                                     | 14                                     | 15                                     |
| -------------------------------------- | -------------------------------------- | -------------------------------------- | -------------------------------------- | -------------------------------------- | -------------------------------------- | -------------------------------------- | -------------------------------------- | -------------------------------------- | -------------------------------------- | -------------------------------------- | -------------------------------------- | -------------------------------------- | -------------------------------------- | -------------------------------------- | -------------------------------------- |
| Positie:                               | 46                                     | 8                                      | 1                                      | 1                                      | 1                                      | 1                                      | 1                                      | 1                                      | 1                                      | 1                                      | 1                                      | 1                                      | 2                                      | 4                                      | 8                                      |
| Week:                                  | 16                                     | 17                                     | 18                                     | 19                                     | 20                                     | 21                                     | 22                                     | 23                                     | 24                                     | 25                                     | 26                                     | 27                                     | 28                                     | 29                                     |                                        |
| Positie:                               | 12                                     | 15                                     | 10                                     | 18                                     | 22                                     | 19                                     | 19                                     | 10                                     | 28                                     | 37                                     | 39                                     | 48                                     | 47                                     | 45                                     | uit                                    |

### NPO Radio 2 Top 2000
| Nummer met noteringen in de NPO Radio 2 Top 2000 | '20  | '21  |
| ------------------------------------------------ | ---- | ---- |
| Jerusalema                                       | 1536 | 1709 |

1. ↑  Een vetgedrukt getal geeft de hoogste notering aan.
2. ↑  2020 was het eerste jaar met een notering voor dit nummer.
3. ↑  Deze tabel is bijgewerkt tot en met de laatste editie (2024).